# CE Dudelange
CE Dudelange, pełna nazwa Cercle des Échecs Dudelange, także Diddelenger Schachclub – luksemburski klub szachowy z siedzibą w Dudelange, dwudziestokrotny mistrz kraju.

## Historia
Klub powstał w 1932 roku, a w 1935 roku awansował do pierwszej ligi. W 1955 roku wygrał trofeum Coupe Francis Kraus. W sezonie 1960/1961 zdobył pierwsze w swojej historii mistrzostwo Luksemburga. Ogółem CE Dudelange dwadzieścia razy został mistrzem kraju (1961, 1963–1968, 1970, 1972–1973, 1975, 1987, 1989–1990, 1995, 2004, 2007, 2010, 2012, 2014). Ośmiokrotnie zespół uczestniczył w Pucharze Europy, debiutując w 1992 roku. W inauguracyjnym sezonie klub odpadł w 1/8 finału z Boavista FC. W 1995 roku CE Dudelange zajął ostatnie miejsce w fazie grupowej. Po reformie rozgrywek najwyższe miejsce zespół osiągnął w 2004 roku, zajmując 31. pozycję. Z kolei w 2005 roku klub uzyskał największą liczbę zwycięstw w pojedynczym sezonie (trzy).
W klubie grali m.in. Elvira Berend, Fred Berend i Anthony Wirig.